# 요시프 브로즈 티토
요시프 브로즈 티토(세르보크로아트어: Josip Broz Tito, 문화어: 이오씨프 브로즈 찌또, 1892년 5월 7일 ~ 1980년 5월 4일)는 유고슬라비아의 독립운동가, 독재자, 노동운동가, 공산주의 혁명가이며, 유고슬라비아 연방의 전 대통령이자 비동맹 운동의 전 의장이였다.

## 생애

### 유년기와 청년기
요시프 브로즈는 1892년 5월 7일에 크로아티아의 쿰로베츠에서 크로아티아인 아버지와 슬로베니아인 어머니 사이에서 태어났다. 유고슬라비아의 공식 기록은 생일을 5월 25일로 표기하고 있으나, 지역 로마 가톨릭교회의 교적부에 표기된 5월 7일이 정확한 생일로 여겨지고 있다. 초등학교를 졸업한 후 농사일을 거들다가 시사크로 옮겨갔고, 대장간에서 도제식 노동자로 일하며 기술을 익혀 금속공업 노동자로 활동했다.
1912년에는 고국을 떠나 체코와 독일, 오스트리아 등지의 공장에서 일했으며, 이듬해 소집 영장을 받고 자그레브에서 의무 복무를 시작했다. 1차 세계대전 발발 후에는 오스트리아군에 배속되어 참전했으나, 1915년 4월에 러시아 기병대의 공격으로 중상을 입고 포로가 되었다. 포로 생활 중 러시아 혁명이 발발하면서 그 혼란을 틈타 수용소에서 탈출해 러시아 내전을 피하며 각지를 전전하는 떠돌이 생활을 했고, 옴스크에서 '폴카'라는 애칭으로 불리던 펠라기야 벨로우소바를 만나 첫 번째 결혼을 했다.

### 공산당 활동 초기
1920년에 아내와 함께 고향에 돌아온 뒤 제분소에서 일자리를 얻었고, 러시아 체류 기간 동안 접촉한 볼셰비키들의 영향을 받아 유고슬라비아 사회민주당에 입당했다. 사회민주당 입당 후 비밀 활동을 위한 가명으로 '티토(Tito)'를 선택했고, 사실상 본명보다 가명으로 유명해지게 되었다. 그러나 정부의 공산주의 탄압으로 인해 수 차례 체포와 구금 생활을 겪어 요주의 인물로 낙인찍혔고, 당의 지침으로 유고슬라비아 각지에서 파업을 주도하며 체포와 수색을 피하다가 1928년에 체포되어 국가보안법 위반 혐의로 재판에 회부되었다.
5년 징역형을 선고받은 뒤 복역하면서 감옥 내의 공산주의자들과 노동자들을 만나 정치 활동을 은밀히 재개했고, 출옥 후 쿰로베츠로 돌아갔다가 당의 지시로 크로아티아와 슬로베니아, 오스트리아 등지를 몰래 순회하면서 정보원으로 일했다. 이 기간 동안 여러 가지 가명과 위조 여권을 사용해 몸을 숨기는 방식에 익숙해졌으며, 1935년에는 코민테른의 유고슬라비아 대표단 일원으로 모스크바에서 열린 회의에 참가해 각국의 공산주의자들과 접촉했다. 소련 체재 중에는 펠라기야와 이혼하고 오스트리아 출신의 공산주의자인 루치아 바우어와 재혼했으며, 펠라기야는 비밀경찰에 의해 유고슬라비아 스파이 혐의로 수용소에 수감되기도 했다.
스탈린의 대숙청으로 많은 동료 공산주의자들이 죽음을 당하거나 행방불명이 되는 와중에도 냉정함과 현실적인 감각을 발휘해 목숨을 부지했으며, 이후 스페인 내전에 참가 의사를 밝힌 유고슬라비아 지원병들의 밀항을 주도하기도 했다.(스페인 내전에 참가한 것으로 보이는 사진까지 발견되었으나, 티토 본인은 스페인 내전 참가를 부인했다.) 1937년에는 스탈린의 지시로 체포된 밀란 고르키치의 뒤를 이어 유고슬라비아 공산당 서기장 대행을 맡았고, 2년 뒤 정식으로 서기장에 부임했다.

### 파르티잔 활동기
제2차 세계 대전 발발 후 티토는 코민테른의 결정에 따라 영국과 프랑스 등 연합국을 자본주의자 정권이라고 비판했으나, 1941년에 친독 성향의 유고슬라비아 왕정 체제가 나치 독일의 그리스 침공로를 제공한 뒤부터 대독 항전을 위한 방안 마련에 몰두하기 시작했다. 1941년 4월 6일 루프트바페(독일공군)의 지원을 받은 독일군은 유고슬라비아를 침공하여 수도 베오그라드를 공습했다. ‘보복작전’이라고 명명한 공습으로 최소 5,000명에서 17,000명의 사상자가 속출했고, 나치의 침략 11일 만에 유고슬라비아는 독일군, 헝가리군, 불가리아군 그리고 이탈리아군의 수중에 떨어졌다. 4월에 나치 독일군이 유고슬라비아를 침공한 뒤, 티토는 파르티잔을 본격적으로 조직하기 시작했고, 독일군 외에도 크로아티아의 극우 군사조직인 우스타샤와 전투를 벌였다.
8월에는 세르비아를 거점으로 하던 우익 군사조직 체트니크의 수장 드라자 미하일로비치와 협력을 논의하기도 했으나, 미하일로비치의 반공산주의 성향으로 회담이 결렬되면서 체트니크와도 교전을 벌이게 되었다. 체트니크는 독일이나 이탈리아 등 추축국 군대와 항전을 벌이기보다는 파르티잔 토벌에 치중했고, 체트니크를 주로 지원하던 영국의 군사 조직은 이러한 양상에 실망감을 느끼고 점차 파르티잔 쪽으로 기울었다.
티토는 직접 파르티잔을 이끌면서 비하치와 야이체 등지에서 정기적으로 유고슬라비아 국민해방을 위한 반파시스트 평의회(약칭 AVNOJ)를 소집해 정치적인 문제를 논의하기도 했으며, 유고슬라비아 각지의 인종과 종교 문제를 해결해 통합된 형태의 국가로 만들기 위한 선전 활동에도 적극적으로 관여했다. 그러나 독일군이 세 차례의 대규모 토벌 작전인 백색 작전(바이스 작전)과 흑색 작전(슈바르츠 작전), 기사의 약진 작전(뢰셀슈푸룽 작전)을 벌이면서 독일군과 그 틈에 합세한 우스타샤, 체트니크 등의 대공세로 수많은 병력을 잃고 티토 자신도 체포 위기를 간신히 넘겼다. 백색작전은 티토의 빨치산이 4차 공세라 불렸던 작전으로 독일군 2개 사단, 이탈리아군 4개 사단 그리고 유고슬라비아 파시스트 세력인 우스타샤군 2개 사단이 동원되었다. 나치의 백색작전 당시 티토는 네레트바 강을 건너 독일군의 포위망을 돌파하고 체트니크군을 대파하는 극적인 승리를 거두었다.
1943년 무솔리니 몰락 이후엔 독일군이 이탈리아에서 전권을 주도했다. 티토는 무솔리니가 전쟁에서 제거되는 기회를 틈타 이탈리아군이 점령했던 유고슬라비아 영토를 장악하기 시작했고, 그리하여 몇 달 만에 유고슬라비아의 대부분을 장악하기에 이르렀다. 유고슬라비아의 상황이 이렇게 전개되자 히틀러는 유고슬라비아 내 독일군 주둔 병력을 20만 명으로 증강했다. 그 외에 불가리아, 세르비아 및 크로아티아군을 포함하여 16만 명을 합치면 총 36만 명의 추축국 측 군대가 빨치산을 추격했다.
기사의 약진 작전에서 가까스로 탈출한 뒤에는 연합군이 점령해 수비하던 안전지대인 비스섬으로 사령부를 옮겼고, 그 곳에서 파르티잔 작전을 지휘하는 한편 영국 등 연합국과 전후 정부 재건 등에 관한 민감한 사항들을 논의하기 시작했다. 영국은 독일군의 제5차 공격이 진행되던 1943년 5월 네 명의 영국군 장교들을 몬테네그로에 잠입시켜, 티토의 빨치산과 접촉을 시도했었다. 이후 티토는 윈스턴 처칠과 회합한 자리에서는 영국군의 지원을 유지하기 위해 과도정부 수립에 동의하기도 했으나, 영국군의 눈을 피해 소련으로 갔을 때에는 스탈린과도 협상하면서 지원군을 요청하기도 했다.
티토 지휘의 파르티잔은 독일군의 퇴각과 함께 광범위한 지역을 해방하면서 정규군으로 체제를 전환하기 시작했으며, 소련군과 연합해 베오그라드를 점령하면서 사실상 독일군과의 전쟁을 종식시켰다. 그러나 유고슬라비아에서 영국군과 소련군이 행하려던 군사 작전을 거절하는 등의 독립적인 행동으로 양국으로부터 점차 의심을 받게 되었고, 교묘하게 이들의 주장을 무력화시키면서 유고슬라비아 공산당의 단일 집권을 꾀했다.
독일군 퇴각 후에도 우스타샤나 체트니크 등 반공산주의 잔존 세력 토벌이 계속되었고, 이 과정에서 해당 조직의 장교들이 파르티잔의 보복으로 학살당하기도 했다. 그러나 일반 병사들의 경우에는 개전의 정을 인정받아 풀어주거나 파르티잔에 편입시키는 방법으로 인명피해를 최소화하기 위한 조치를 취하도록 했다. 우스타샤의 지도자였던 안테 파벨리치는 스페인으로 망명했으며, 미하일로비치는 1946년에 참모들과 함께 유고슬라비아 정보국 요원들에게 체포되어 군사재판을 통해 전원 총살형에 처해졌다.

### 전후 집권기
티토는 아직 교전 중이던 1945년 3월 7일에 유고슬라비아 민주연방 공화국이라는 국호로 정식 정부를 수립했으나, 영국과 협의한 과도정부 내각을 서서히 붕괴시키면서 공산당 1당독재 체제를 구축했다. 과도정부의 왕당파 구성원들과 이전 국왕이었던 페타르 2세는 축출되어 영국에 망명했으며, 파르티잔 활동기의 휘하 참모들이었던 밀로반 질라스나 알렉산다르 란코비치, 에드바르트 카르델 등이 내각의 요직을 차지하게 되었다.
영국 등 서방 연합국의 영향력은 비교적 쉽게 유고슬라비아에서 배제되었으나, 소련은 파르티잔 항쟁으로 국토의 거의 대부분을 자신들의 실력으로 회복한 유고슬라비아 공산당의 자주성을 못마땅하게 여기고 있었다. 티토도 소련 공산당과 코민테른이 전쟁 중 보여준 미온적인 지원 방침에 심한 불만을 품고 있었고, 스탈린은 1948년에 유고슬라비아의 코민포름 회원국 자격을 박탈해버렸다.
코민포름 추방과 더불어 당내에서 코민테른과 코민포름을 추종한 세력들은 반당 행위 혐의로 체포되어 강제 수용소로 보내졌고, 당에서는 티토의 반스탈린 노선을 지지하면서 소원해졌던 서방과의 관계를 일부 회복하기도 했다. 그러나 1950년대 초반부터 측근이었던 질라스가 점차 당의 노선을 반대하는 쪽으로 기울어지면서 공산당 내부에서 내분이 일어났고, 질라스는 당 중앙위원회에서 제명된 뒤 탈당했다.
이후 티토는 소련과 미국 양 진영으로 대표되는 국가들 사이에서 균형 감각을 유지하면서 중립성을 확보하고자 했고, 동시에 두 세력 사이에 대안으로 비동맹 국가들과 제3세계를 주창하는 움직임에 참가하기도 했다. 그러나 니키타 흐루쇼프의 스탈린 비판 이후 자유화 과정에서 발생한 1956년 헝가리 혁명이나 프라하의 봄 민주화 운동 때는 공산주의 체제의 수호를 위한 봉기 진압을 주장하기도 했고, 국내의 크로아티아나 여타 공화국들의 분리 운동을 공권력으로 진압하기도 했다.
국내 정세의 변화에 따라 티토도 보수파와 개방파 사이의 의견 조율에 힘썼고, 이슬람 교도들이 많이 거주하던 코소보 지역의 자치를 허용하고 몬테네그로나 마케도니아 등 연방 내의 낙후된 지역들의 경제 활성화를 위한 계획을 수립하기도 했다. 그러나 이 과정에서 다른 공화국들의 반대 여론도 만만치 않았고, 카르델로 대표되는 개혁파와 란코비치로 대표되는 보수파 사이의 갈등을 계속 조율하다가 보수파를 대량 실각시키기도 했다.
그러나 1950년대 이후 권력 투쟁 과정에서 실각한 관료들은 당적 박탈이나 수용소 수감 등의 징계와 처벌을 거의 받지 않았고, 대부분 연금 보장 등의 혜택을 받도록 조치했다. 다만 질라스는 서방 언론사나 출판사를 통해 빨치산 전쟁 기간 동안 티토가 비밀리에 독일군과 포로 교환 협상을 한 사실 등을 폭로하는 등 체제에 위협이 되는 행동을 했다는 이유로 수 차례 실형을 선고받고 복역하기도 했다.

### 집권 말기
1974년에는 신헌법이 제정되어 종신 대통령 직책을 얻었고, 이후 국내 통치보다는 해외 순방을 통한 외교 활동에 치중했다. 그러나 1952년에 세 번째로 결혼한 요반카 부디사블례비치와 심각한 갈등을 겪으면서 1977년부터 별거하는 등 사생활 면에서 순탄치 않은 모습을 보여주기도 했다. 1980년 1월에는 왼쪽 다리의 동맥류를 치료하기 위해 류블랴나의 병원에 입원했으나, 상태가 심각하다는 진단 결과에 따라 절단 수술을 받았다. 그러나 이후 병세가 계속 악화되었고, 5월 4일에 입원 중이던 병원에서 88세로 타계했다.

## 바티칸과 갈등과 냉전
티토는 1945년 유고에서 독일군이 물러나자 정권을 잡고 크로아티아독립국에서 벌어진 세르비아인 학살 사건(제2차 세계 대전 기간의 세르비아인 학살 참조)에 대해 조사에 착수한다. 티토는 전범조사위원회를 구성해 나치와 협력했던 우스타샤들과 로마 가톨릭 교회 사제들을 체포해 학살혐의로 전범 재판에 세운다. 전범 재판에 서게 된 가톨릭 교회 사제 중 최고위직 성직자가 알로이지예 스테피나츠 대주교이다.
티토는 처음엔 스테피나치 대주교의 기소를 주저했다. 티토의 전범조사위원회는 가톨릭 교회가 우스타쉬 학살에 깊숙이 관연한 것으로 보고 바티칸 교황청에 스테피나츠 대주교를 교체해 줄 것을 요청했다. 하지만 바티칸은 묵묵부답으로 일관했다.
하는 수 없이 스테피나츠 대주교를 체포한 전범위원회는 스테피나치 대주교를 기소하여 세르비아인 학살 사건에 대해 유죄를 인정하고 징역 16년을 선고한다. 이에 교황 비오12세(히틀러와 정교협약을 맺은 당사자)는 분노하고 스테피나츠 대주교의 사면과 석방을 국제사회를 통해 압박한다. 그리고 스테피나치 대주교를 추기경으로 승진시킨다.
이 때문에 티토는 바티칸과 국교를 단절한다. 스테피나치 추기경의 기소와 유고슬라비아 정부와 바티칸과의 갈등은 전 세계적인 냉전으로 이어졌다. 아브로 맨하탄은 그의 저서 《바티칸 대학살(The Vatican's Holocaust 보관됨 2020-09-11 - 웨이백 머신)(1986)》에서 2차대전 이후의 냉전 조성은 스테피나치 추기경의 신병 처리에 반대한 바티칸이 미국의 편에 서서 스테피나치 추기경의 석방에 압력을 넣으며 소련과의 갈등을 부추겼기 때문이라고 분석한다.

한편 바티칸은 스테피나치 추기경이 죽자 그를 성인으로 추대했다.
또 바티칸의 교황 바오로 6세는 1968년 스테피나치 대주교의 비서였던 프란조 세페르 추기경을 바티칸의 신조성(가톨릭의 교리 이교와의 교리 차이 등을 조정하는 기관으로 교황청의 실질적 책임자)장관에 임명하는 등 학살의 전범들을 적극 비호하고 등용했다.
.

## 사생활
요시프 브로즈 티토는 매우 사치스러운 생활을 한 것으로 유명했다. 그는 1년중 거의 6개월 이상의 시간을 자신의 기호대로 꾸며진 별장에서 지냈다. 티토는 또한 유고슬라비아인들이 도저히 납득하기 어려울 만큼 여러채의 주택과 수많은 선박들을 보유하고 있었다.

## 주요 수상 경력
- 1944, 1972, 1977: 국가 영웅 훈장 (유고슬라비아)
- 1944: 수보로프 훈장 (소련)
- 1945: 승리 훈장 (소련)
- 1946: 1945년 승리와 자유 훈장 (폴란드)
- 1946: 파르티잔 십자장 (폴란드)
- 1956: 군사 훈장 (프랑스)
- 1970: 레오폴드 훈장 (벨기에)
- 1972: 레닌 훈장 (소련)
- 1974: 코끼리 훈장 (덴마크)
- 1977: 10월 혁명 훈장 (소련)

## 같이 보기
- 티토주의